# Porta d'Oro (Danzica)
La Porta d'Oro (in polacco: Złota Brama; in tedesco: Langgasser Tor) è una porta di ingresso monumentale della città di Danzica, in Polonia.

## Storia
La porta fu costruita negli anni 1612-1614 su progetto di Abraham van den Blocke; in precedenza si trovava in questo punto una porta gotica del XIII secolo. Durante la seconda guerra mondiale, la porta fu danneggiata e ricostruita nel 1957.

## Architettura

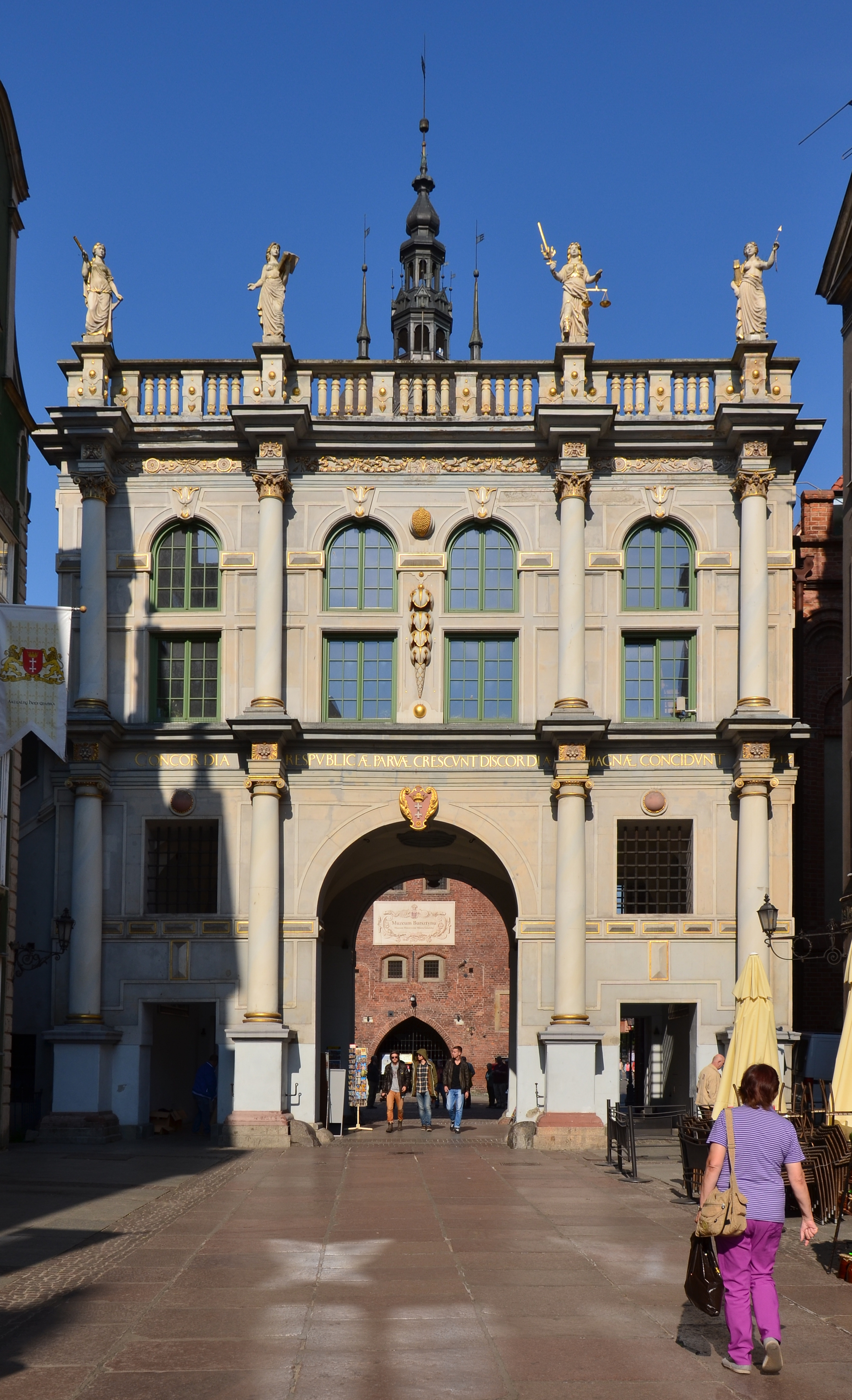
Il lato occidentale, interno alla cinta muraria

L'architettura è quella dello stile del manierismo olandese. Accanto ad esso si trova la sede tardogotica della Confraternita di San Giorgio (Dwór Bractwa św. Jerzego).
Su entrambi i lati, Jeremias Falck inserì quattro statue nel 1648. Le figure sul lato ovest (quello esterno) simboleggiano Pax (pace), Libertas (libertà), Fortuna (ricchezza) e Fama (fama). Sul lato est (dalla Via Lunga, Ulica Długa) le statue rappresentano Concordia (concordia), Giustitia (giustizia), Pietas (pietà) e Prudentia (saggezza).
Nel fregio sul davanti è cesellata una citazione dal Salmo 122: "Quelli che ti amano vivano tranquilli / Ci sia pace all'interno delle tue mura / e tranquillità nei tuoi palazzi!"
In latino sul lato che fronteggia la Via Lunga: "Concordia res publicæ parvæ crescunt - discordia magnæ concidunt." (I piccoli stati prosperano attraverso la concordia, i grandi periscono attraverso la discordia). Questa è una citazione modificata dal Bellum Iugurthinum di Sallustio (10.6): "... concordia parvae res crescunt, discordia maximae dilabuntur." Ad un esame più attento, tuttavia, si nota che sulla porta invece di "discordia" (ablativo) si legge "discordiae".